# Выборы депутатов Думы Таймырского (Долгано-Ненецкого) автономного округа (2005)
Выборы депутатов Думы Таймырского (Долгано-Ненецкого) автономного округа третьего созыва состоялись 23 января 2005 года. Всего в парламент по смешанной системе было избрано 12 депутатов и 14, так как в двух одномандатных округах победила графа «Против всех»; по партийным спискам победила партия «Единая Россия», получившая суммарно 5 мест.
Второе место занял избирательный блок «За родной Таймыр», созданный незадолго до выборов, в его состав вошли региональные отделения Российской партии жизни и «Яблока». Третье и четвёртое место заняли ЛДПР (13,30%) и Народная партия (11,05%). Против всех проголосовало 20,05% проголосовавших. Для прохождения в парламент спискам требовалось преодолеть 7-процентный барьер.
В предыдущем созыве парламента было 11 депутатов, избираемых по одномандатным округам, однако после того как в федеральном законодательстве появилось требование об избрании как минимум половины региональных депутатов по партийным спискам, их число увеличилось до 14 человек. В итоге в Думу избирались 14 депутатов: 7 по партийным спискам и 7 по одномандатным округам.

## Результаты
| Место                      | Место                      | Партия                               | по единому округу | по единому округу | по единому округу | по одно- мандатным округам | всего         | всего |
| Место                      | Место                      | Партия                               | Голоса            | %                 | Получено мест     | Получено мест              | Получено мест | %     |
| -------------------------- | -------------------------- | ------------------------------------ | ----------------- | ----------------- | ----------------- | -------------------------- | ------------- | ----- |
|                            | 1.                         | Единая Россия                        | 4013              | 31,16%            | 3                 | 2                          | 5             | 35,7% |
|                            | 2.                         | «За родной Таймыр»                   | 2803              | 21,76%            | 2                 | 1                          | 3             | 21,4% |
|                            | 3.                         | Народная партия Российской Федерации | 1713              | 13,30%            | 1                 | 0                          | 1             | 7,1%  |
|                            | 4.                         | ЛДПР                                 | 1423              | 11,05%            | 1                 | 0                          | 1             | 7,1%  |
|                            |                            | Самовыдвижение                       | —                 | —                 | —                 | 2                          | 2             | 14,3% |
|                            |                            | Против всех                          | 2582              | 20,05%            | —                 | 2                          | 2             | 14,3% |
| Недействительные бюллетени | Недействительные бюллетени | Недействительные бюллетени           | 346               |                   | —                 | —                          | —             | —     |
| Всего                      | Всего                      | Всего                                |                   | 100 %             | 7                 | 7                          | 14            | 100 % |

Результаты по округам
| Результат по единому округу | Результат по единому округу | Результат по единому округу | Результат по единому округу | Результат по единому округу | Результат по единому округу |
| --------------------------- | --------------------------- | --------------------------- | --------------------------- | --------------------------- | --------------------------- |
| Территория                  | ЕР                          | ЗРТ                         | НПРФ                        | ЛДПР                        | ПВ                          |
| Северный                    | 42,76%                      | 19,91%                      | 14,84%                      | 6,21%                       | 14,88%                      |
| Дудинский                   | 20,13%                      | 19,76%                      | 11,38%                      | 19,76%                      | 26,35%                      |
| Дудинский                   | 35,71%                      | 21,14%                      | 8,00%                       | 12,46%                      | 18,91%                      |
| Дудинский                   | 17,91%                      | 19,52%                      | 22,05%                      | 13,90%                      | 24,09%                      |
| Дудинский                   | 20,52%                      | 21,75%                      | 11,33%                      | 18,64%                      | 25,89%                      |
| Дудинский                   | 34,95%                      | 17,85%                      | 13,00%                      | 11,78%                      | 20,13%                      |
| Хатангский                  | 34,46%                      | 27,07%                      | 12,88%                      | 4,86%                       | 17,01%                      |

## Последствия
10 февраля 2005 года состоялась первая сессия Думы нового созыва, на котором спикером был избран лидер блока «За родной Таймыр» Сергей Батурин, его заместителем стал Семен Пальчин (Единая Россия).
В том же году, после референдума об объединении с Эвенским автономным округом и Красноярским краем были проведены выборы депутатов Собрания Таймырского Долгано-Ненецкого муниципального района, который позже заменил Думу округа.